# FK Moskva

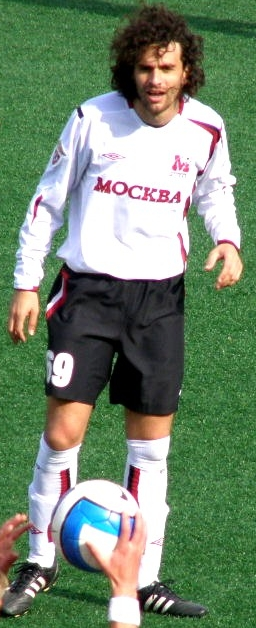
Héctor Bracamonte i FK Moskvas dräkt.

FK Moskva (ryska: Футбольный клуб Москва, Futbolnij Klub Moskva) var en professionell fotbollsklubb i Moskva i Ryssland, grundad 2004 och upplöst 2010. Hemmamatcherna spelades på Eduard Streltsov-stadion.

## Historia
Klubben grundades inför 2004 års säsong och hade sitt ursprung i den tidigare klubben Torpedo Metallurg.
FK Moskva nådde som bäst en fjärdeplats i Premjer-Liga säsongen 2007, vilket gav en plats i Uefacupen säsongen 2008/09. Där åkte man ut i första omgången mot FC Köpenhamn. FK Moskva deltog även i Intertotocupen säsongen 2006 där man förlorade i tredje och sista omgången mot Hertha Berlin.
Klubben drog sig ur Premjer-Liga inför säsongen 2010 eftersom huvudsponsorn Norilskij Nickel inte längre ville stödja klubben ekonomiskt. Det hjälpte inte att några supportrar hungerstrejkade i protest mot beslutet. Klubbens plats i Premjer-Liga togs över av Alanija Vladikavkaz. Under 2010 års säsong spelade klubben vidare som en amatörklubb i Division 4, men därefter lades klubben slutgiltigt ned.

## Tränare
- Valerij Petrakov (2004–2005)
- Leonid Slutskij (2005–2007)
- Oleh Blochin (2008)
- Miodrag Božović (2009)